# Mum's the Word

Mum's the Word  est un film américain de Leo McCarey sorti en 1926.

## Synopsis
Une veuve s'est mariée à un riche homme d'affaires mais ne lui pas parlé de son fils, qui vient leur rendre une visite surprise. Pour cacher sa véritable identité, il est présenté par sa mère comme le nouveau valet de son époux mais ce dernier a quelques doutes sur ses réelles compétences dans ce métier. Pendant la nuit, lorsque le fils essaie de rendre visite à sa mère, le mari les en empêche sans le savoir, alors que la nouvelle femme de chambre se comporte étrangement. Elle essaie ainsi de se faufiler dans la chambre du mari.

## Fiche technique
- Titre : Mum's the Word
- Réalisation : Leo McCarey
- Photographie : Floyd Jackman
- Montage : Richard C. Currier
- Producteur : Hal Roach
- Société de production : Hal Roach Studios
- Société de distribution : Pathé Exchange
- Pays d’origine :  États-Unis
- Langue : Anglais
- Format : 1.33 : 1, 35mm, noir et blanc
- Durée : 24 minutes
- Date de sortie : 9 mai 1926

## Distribution
- Charley Chase : Charlie, le fils
- Virginia Pearson : la femme
- Martha Sleeper : la petite fille
- Anders Randolf : le mari